# Votació per majoria qualificada
| Estat         | Lisboa (població) | Lisboa (població) | Niça (vot fix) | Niça (vot fix) |
| Alemanya      | 82m               | 16,5%             | 29             | 8,4%           |
| França        | 64m               | 12,9%             | 29             | 8,4%           |
| Regne Unit    | 62m               | 12,4%             | 29             | 8,4%           |
| Itàlia        | 60m               | 12,0%             | 29             | 8,4%           |
| Espanya       | 45m               | 9,0%              | 27             | 7,8%           |
| Polònia       | 38m               | 7,6%              | 27             | 7,8%           |
| Romania       | 21m               | 4,3%              | 14             | 4,1%           |
| Països Baixos | 17m               | 3,3%              | 13             | 3,8%           |
| Grècia        | 11m               | 2,2%              | 12             | 3,5%           |
| Portugal      | 11m               | 2,1%              | 12             | 3,5%           |
| Bèlgica       | 11m               | 2,1%              | 12             | 3,5%           |
| Rep. Txeca    | 10m               | 2,1%              | 12             | 3,5%           |
| Hongria       | 10m               | 2,0%              | 12             | 3,5%           |
| Suècia        | 9.2m              | 1,9%              | 10             | 2,9%           |
| Àustria       | 8.3m              | 1,7%              | 10             | 2,9%           |
| Bulgària      | 7.6m              | 1,5%              | 10             | 2,9%           |
| Dinamarca     | 5.5m              | 1,1%              | 7              | 2,0%           |
| Eslovàquia    | 5.4m              | 1,1%              | 7              | 2,0%           |
| Finlàndia     | 5.3m              | 1,1%              | 7              | 2,0%           |
| Irlanda       | 4.5m              | 0,9%              | 7              | 2,0%           |
| Lituània      | 3.3m              | 0,7%              | 7              | 2,0%           |
| Letònia       | 2.2m              | 0,5%              | 4              | 1,2%           |
| Eslovènia     | 2.0m              | 0,4%              | 4              | 1,2%           |
| Estònia       | 1.3m              | 0,3%              | 4              | 1,2%           |
| Xipre         | 0.87m             | 0,2%              | 4              | 1,2%           |
| Luxemburg     | 0.49m             | 0,1%              | 4              | 1,2%           |
| Malta         | 0.41m             | 0,1%              | 3              | 0,9%           |
| Total UE      | 498m              | 100%              | 345            | 100%           |

Votació per majoria qualificada correspon al sistema de doble majoria reforçada d'Estats membres i de població que ha d'assolir-se en el Consell de la Unió Europea i al Consell Europeu per a l'adopció ordinària de la legislació o de decisions executives, és a dir, quan les votacions es porten a terme basant-se en l'article 16 del Tractat de la Unió Europea, que des del Tractat de Lisboa prescriu en els seus apartats 3r i 4t que: 
3. El Consell es pronunciarà per majoria qualificada, excepte quan els Tractats disposin una altra cosa.
4. A partir de l'1 de novembre de 2014, la majoria qualificada es definirà com un mínim del 55% dels membres del Consell que inclogui almenys quinze d'ells i representi Estats membres que reuneixin com a mínim el 65% de la població de la Unió. Una minoria de bloqueig estarà composta per almenys quatre membres del Consell, i a falta d'això la majoria qualificada es considerarà assolida.
Les altres modalitats reguladores del vot per majoria qualificada s'estableixen en l'apartat 2 de l'article 238 del Tractat de Funcionament de la Unió Europea.

## Història
El sistema anteriorment transcrit, que prové originàriament de la Constitució Europea, va ser establert per la Convenció constituent per tal de dotar de gran transparència i claredat el mètode de votació, a més a més d'adequar-ho a una estructura més democràtica en substituir la prèvia atribució de vots fixos per Estat, vigent des de Niça, per la regla general de còmput de poblacions, que s'inspira en principis més democràtics en reflectir directament el pes demogràfic de cada Estat, compensat per l'altra majoria requerida –la del nombre d'Estats membres– i per un complex sistema de balanços, conegut amb el nom de «minories de bloqueig», al qui l'article abans referit fa succinta menció en el seu apartat 4t.
Malgrat tot, ha de tenir-se en compte que fins a l'1 de novembre de 2014, quan el Consell es pronunciï per MC, aquesta haurà de computar-se d'acord amb els criteris establerts en l'anterior Tractat de Niça, que estableix una triple majoria de vots –predeterminats per a cada Estat–, Estats i, quan així es reclami per algun membre, també de població.

## Àmbits d'aplicació
| Àrea política                                           | Esmena que va establir la MC | Tipus de MC         | Base jurídica als Tractats |
| ------------------------------------------------------- | ---------------------------- | ------------------- | -------------------------- |
| Iniciatives subsidiàries de l'Alt Representant          | Lisboa                       | Majoria qualificada | 15 b) TUE                  |
| Regles de l'Agència Europea de Defensa                  | Lisboa                       | Majoria qualificada | 28 D2 TUE                  |
| Llibertat d'establiment                                 | Lisboa                       | Majoria qualificada | 47.2 TFUE                  |
| Regulació del treball autònom                           | Lisboa                       | Majoria qualificada | 47.2 TFUE                  |
| Llibertat, seguretat i justícia; cooperació i avaluació | Lisboa                       | Majoria qualificada | 61C g) TFUE                |
| Control de fronteres                                    | Lisboa                       | Majoria qualificada | 62 TFUE                    |
| Asil                                                    | Lisboa                       | Majoria qualificada | 63 TFUE                    |
| Immigració                                              | Lisboa                       | Majoria qualificada | 69 a) TFUE                 |
| Iniciatives per a la prevenció del crim                 | Lisboa                       | Majoria qualificada | 69 c) TFUE                 |
| Eurojust                                                | Lisboa                       | Majoria qualificada | 69 d) TFUE                 |
| Cooperació policíaca                                    | Lisboa                       | Majoria qualficada  | 69 f) TFUE                 |
| Europol                                                 | Lisboa                       | Majoria qualificada | 69 g) TFUE                 |
| Transport                                               | Lisboa                       | Majoria qualificada | 71.2                       |
| Organització del Banc Central Europeu                   | Lisboa                       | Majoria qualificada | 107.3 y 245 b) TFUE        |
| Cultura                                                 | Lisboa                       | Majoria qualificada | 151 TFUE                   |
| Fons estructural i de cohesió                           | Lisboa                       | Majoria qualificada | 161 TFUE                   |
| Organització del Consell                                | Lisboa                       | Majoria qualificada | 201 b) TFUE                |
| Organització del Tribunal de Justícia                   | Lisboa                       | Majoria qualificada | 245, 224 a), 225 a) TFUE   |
| Lliure circulació de treballadors                       | Lisboa                       | Majoria qualficada  | 42 TFUE                    |
| Seguretat social                                        | Lisboa                       | Majoria qualificada | 42 TFUE                    |
| Cooperació judicial penal                               | Lisboa                       | Majoria qualificada | 69 a) TFUE                 |
| Dret penal                                              | Lisboa                       | Majoria qualificada | 68 b) TFUE                 |
| Organització del Consell Europeu                        | Lisboa                       | Majoria qualificada | 9B.5                       |
| Elecció del President del Consell Europeu               | Lisboa                       | Majoria qualificada |                            |
| Elecció de l'Alt Representant                           | Lisboa                       | Majoria qualificada | 9E.1 TUE                   |
| Finançament de la PESC                                  | Lisboa                       | Majoria qualificada | 28 TUE                     |
| Retirada d'un Estat membre                              | Lisboa                       | Majoria qualificada | 50.2 TUE                   |

## Balanç polític
Ha d'apuntar-se, que com a resultat del Tractat de Lisboa, el pes demogràfic s'erigeix en principal criteri de ponderació de vot, i això, deixant de banda la seva més gran projecció democràtica, atorga un pes definitiu i creixent –és d'esperar que el creixement demogràfic, de progressió geomètrica, sigui sempre més gran en termes absoluts i relatius globals als països amb població més gran actual– als grans Estats, permetent a més a més un històric enlairament d'Alemanya, com a Estat més poblat de la Unió, amb relació als altres membres, que del setè, ordenats per població: Holanda en endavant perden poder, cada vegada més pronunciadament.